# ناحیه الیگانی، شهرستان بلر، پنسیلوانیا
شهرستان الیگانی، بخش بلر، پنسیلوانیا (به انگلیسی: Allegheny Township, Blair County, Pennsylvania) یک منطقهٔ مسکونی در ایالات متحده آمریکا است که در پنسیلوانیا واقع شده‌است.

## خصوصیات
شهرستان الیگانی ۷۶٫۷۲ کیلومترمربع مساحت و ۶٬۷۳۸ نفر جمعیت دارد.